# Křemže (stacja kolejowa)
Křemže – stacja kolejowa w miejscowości Křemže, w kraju południowoczeskim, w Czechach. Znajduje się na linii 194 Czeskie Budziejowice – Černý Kříž, na wysokości 515 m n.p.m..  

## Linie kolejowe
- 194: Czeskie Budziejowice – Černý Kříž